# Ma'adim Vallis
Ma'adim Vallis o la vall Ma'adim és una de les majors gorges de Mart. Mesura gairebé 700 km de longitud i és bastant més gran que el Gran Canyó del Colorado. Té una amplada de prop de 20 km, i en alguns punts aconsegueix més de 2 km de profunditat. Ma'adim (מאדים) és el nom hebreu del planeta Mart.
Aquest canó discorre des del sud cap al nord, i probablement conduïa l'aigua dels llacs del sud cap a l'interior del cràter Gússev, que està situat prop de l'equador marcià. Es creu que el flux de l'aigua que va cavar el Ma'adim Vallis era molt antic, de l'època de la formació de Mart. Alguns canals curts situats al llarg de les parets de Ma'adim serien en realitat canals de drenatge. Aquests canals sorgeixen quan aflora un llit d'aigua subterrània, que dissol parcialment la roca, aquesta s'enfonsa i és transportada per l'acció de l'aigua.